# Hydroides helmatus
Hydroides helmatus är en ringmaskart som först beskrevs av Iroso 1921.  Hydroides helmatus ingår i släktet Hydroides och familjen Serpulidae. Inga underarter finns listade i Catalogue of Life.